# Centre de gravetat d'una aeronau

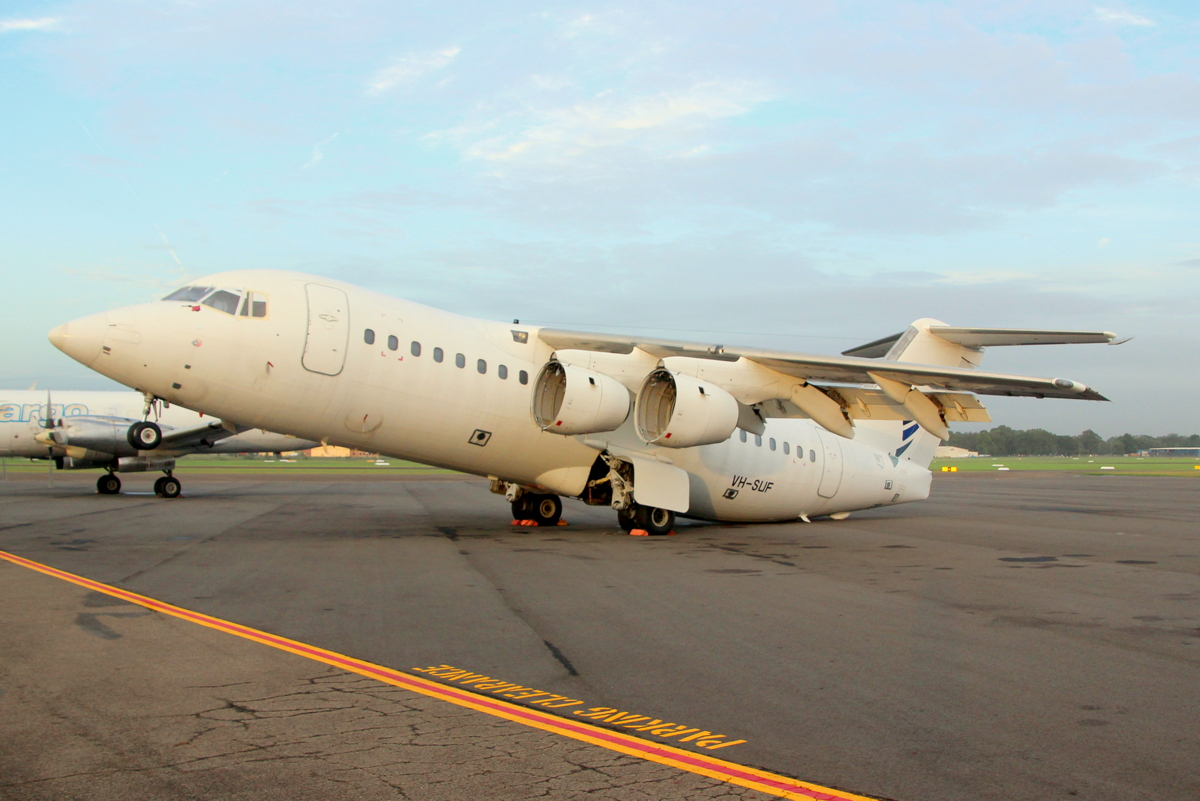
BAe 146 caigut a conseqüència de la modificació del centre de gravetat per la retirada dels motors

El centre de gravetat (CG) d'una aeronau és el punt sobre el qual l'aeronau es podria mantenir en equilibri. Se'n pot calcular la posició pesant l'aeronau en dues o més balances o cèl·lules de càrrega i enregistrant el pes que marca cada balança o cèl·lula de càrrega. El centre de gravetat afecta l'estabilitat de l'aeronau. El centre de gravetat s'ha de trobat dins de l'interval indicat pel fabricant de l'aeronau per garantir-ne la seguretat.

## Terminologia

### Llast
El llast és un pes desmuntable o instal·lat permanentment en un avió utilitzat per a portar el centre de gravetat al rang admissible.

### Límits del centre de gravetat

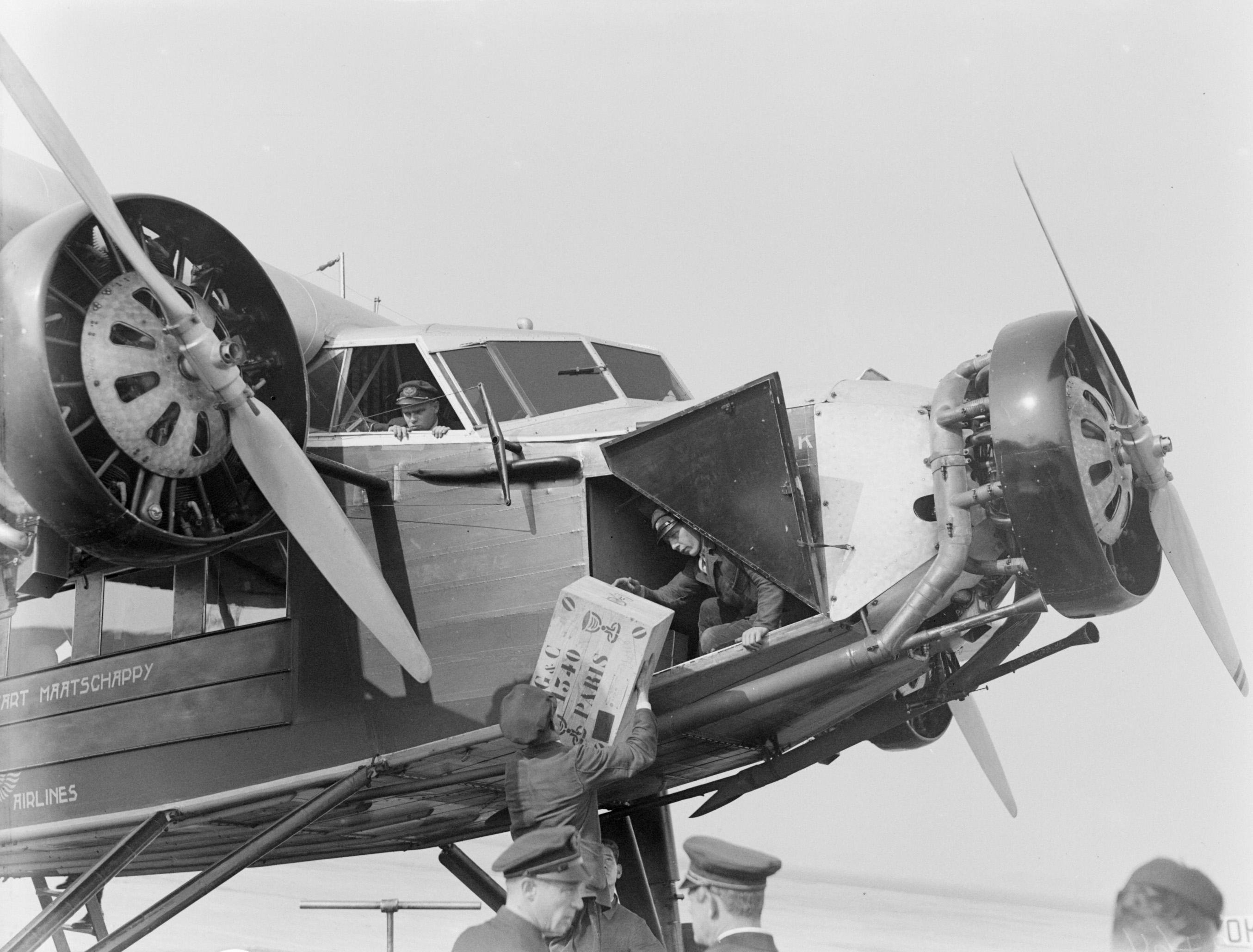
El compartiment d'equipatge per a nas d'un Fokker F.XII el 1933, evitant el problema dels pesos pesants cap a la part posterior

Els límits del centre de gravetat (CG) són els límits longitudinals especificats (cap endavant i cap enrere) i/o laterals (esquerra i dreta) dins dels quals el centre de gravetat de l'avió ha d'estar situat durant el vol. Els límits CG estan indicats al manual de vol de l'avió. L'àrea entre els límits es denomina "gamma CG" de l'avió.

### Pes i equilibri
Quan el pes de l'avió es troba o està per sota dels límits admissibles de la seva configuració (aparcat, moviment de terra, enlairament, aterratge, etc.) i el seu centre de gravetat està dins del rang admissible. i tots dos es mantindran així durant la durada del vol, es diu que l'avió està dins del "pes i equilibri". Es poden definir diferents pesos màxims per a diferents situacions; per exemple, els avions de grans dimensions poden tenir pesos màxims d'aterratge inferiors als pesos màxims de desenganxament (ja que s'espera que es perdi algun pes a mesura que es cremi el combustible durant el vol). El centre de gravetat pot canviar durant la durada del vol a mesura que el pes de l'avió es produeixi a causa de la cremada de combustible o dels passatgers que es mouen cap endavant o cap enrere a la cabina.

### Datum de referència
El "datum de referència" és un pla de referència que permet realitzar mesures exactes i uniformes a qualsevol punt de l'avió. La ubicació de la referència està establerta pel fabricant i es defineix al manual de vol de l'avió. La dada de referència horitzontal és un pla o punt vertical imaginari, situat al llarg de l'eix longitudinal de l'avió, des del qual es mesuren totes les distàncies horitzontals a efectes de pes i equilibri. No hi ha cap regla fixa per a la seva ubicació i pot estar situada davant del nas de l'avió. Per als helicòpters, pot estar situat al pal del rotor, al nas de l'helicòpter o fins i tot en un punt de l'espai per davant de l'helicòpter. Mentre que les dades de referència horitzontals poden estar en qualsevol lloc que esculli el fabricant, la majoria dels petits helicòpters d'entrenament tenen la referència horitzontal 100 polzades cap endavant de la línia central de l'eix del rotor principal. Això és per mantenir tots els valors calculats positius. La dada de referència lateral sol situar-se al centre de l'helicòpter.

### Braç
El braç és la distància horitzontal des de la referència fins al centre de gravetat (CG) d'un element. El signe algebraic és més (+) si es mesura en popa de la dada o al costat dret de la línia central quan es considera un càlcul lateral. El signe algebraic és menys (-) si es mesura cap endavant de la dada o del costat esquerre de la línia central quan es considera un càlcul lateral.

### Moment
El moment és el moment de la força, o parell de forces, que resulta del pes d'un objecte que actua a través d'un arc centrat en el punt zero de la distància de referència. El moment també es coneix com a tendència d'un objecte a girar o pivotar sobre un punt (el punt zero de la dada, en aquest cas). Com més gran és un objecte des d'aquest punt, més gran és la força que exerceix. El moment es calcula multiplicant el pes d'un objecte pel braç.

### Corda aerodinàmica mitjana(MAC)
una línia d'acords específica d'una ala cònica. A la corda aerodinàmica mitjana, el centre de pressió té la mateixa força aerodinàmica, la mateixa posició i la mateixa superfície que a la resta de l'ala. El MAC representa l'amplada d'una ala rectangular equivalent en determinades condicions. En alguns avions, el centre de gravetat s'expressa en percentatge de la longitud del MAC. Per tal de fer aquest càlcul, la posició de l'avantguarda del MAC ha de ser coneguda amb antelació. Aquesta posició es defineix com a distància de la referència i es troba al manual de vol d'avió i també al full de dades del certificat de tipus de l'avió. Si no es dona un MAC general, però es dona un LeMAC (corda aerodinàmica mitjana de vora) i un TeMAC (corda de sortida de la corda aerodinàmica) (tots dos serien referenciats com a braç mesurat a partir de la línia de referència) i el vostre MAC pot trobar-vos trobant la diferència entre el vostre LeMAC i el vostre TeMAC.

## Càlcul
El centre de gravetat (CG) es calcula de la següent manera:
- Determineu els pesos i braços de tota la massa dins de l'avió.

- Multipliqueu pesos per braços per a tota la massa per calcular els moments.
- Afegiu els moments de tota la massa.
- Dividiu el moment total per la massa total de l'avió per donar un braç total.

El braç que resulta d'aquest càlcul ha d'estar dins dels límits del centre de gravetat dictat pel fabricant de l'avió. Si no és així, cal eliminar, afegir (rarament) el pes de l'avió o redistribuir-lo fins que el centre de gravetat quedi dins dels límits prescrits.
Els càlculs del centre de gravetat de les aeronaus només es realitzen al llarg d'un únic eix des del punt zero del referent de referència que representa l'eix longitudinal de l'avió (per calcular l'equilibri de darrere a popa). Alguns tipus d'helicòpters utilitzen límits de CG laterals i límits longitudinals. El funcionament d'aquests helicòpters requereix el càlcul de CG al llarg de dos eixos: un càlcul per a CG longitudinal (balança de proa a popa) i un altre càlcul de CG lateral (balanç de esquerra a dreta).
Els valors de pes, moment i braç dels elements fixos de l'avió (és a dir, motors, ales, components electrònics) no canvien i són proporcionats pel fabricant a la llista d'equips d'avions. El fabricant també proporciona informació que facilita el càlcul de moments de càrrega de combustible. Els elements de pes extraïbles (és a dir, els membres de la tripulació, els passatgers, l'equipatge) han de tenir-se correctament en compte en el càlcul de pes i CG per l'operador de l'aeronau.